# 26. фебруар
26. фебруар (26.02) је 57. дан у години по грегоријанском календару. До краја године има још 308 дана (309 у преступној години).

## Догађаји
- 1199 — У манастиру Хиландар преминуо велики жупан Стефан Немања, тада монах Симеон.
- 1233 — Монголи су након вишемесечне опсаде заузели Кајфенг, престоницу династије Ђин.
- 1531 — У земљотресу у Португалу погинуло неколико десетина хиљада људи, срушен велики део Лисабона и неколико других градова.
- 1815 — Наполеон Бонапарта побегао из заточеништва на острву Елба и уз помоћ групе следбеника вратио се на власт у Француској. Његова друга владавина, названа „Сто дана”, окончана у јуну после војног пораза код Ватерлоа.
- 1852 — Британски војни транспортни брод „Биркенхед” потонуо у заливу Симон уз обалу Јужне Африке, а живот изгубило 485 људи.
- 1885 — Представници 15 земаља на конгресу у Берлину, Афричка конференција, који је организовао немачки канцелар Ото фон Бизмарк, договорили се о подели централне и источне Африке.
- 1901 — Вође Боксерског устанка у Кини Чи Хсуи и Хсу Ченг Ју јавно погубљени одсецањем главе.
- 1909 — Турска признала аустроугарску анексију Босне и Херцеговине.
- 1915 — Немци у Првом светском рату, у борби против Француза код Маланкура, први пут у историји ратовања употребили бацаче пламена.
- 1916 — Немци су у Првом светском рату потопили француски теретни брод „Прованса II”. Погинуло 930 људи.
- 1935 — Адолф Хитлер је наредио поновно оснивање Луфтвафеа, чиме је прекршио одредбе Версајског мира.
- 1935 — Шкотски физичар Роберт Вотсон Ват демонстрирао први комплетан и практично употребљив радар.
- 1936 — Адолф Хитлер у Немачкој отворио прву фабрику за производњу „народног возила”, „фолксваген”.
- 1952 — Премијер Уједињеног Краљевства Винстон Черчил саопштио да је Велика Британија произвела атомску бомбу и да ће је испробати у Аустралији.
- 1960 — Умро српски лингвиста Александар Белић, професор Београдског универзитета, председник Српске краљевске академије, односно Српске академије наука и уметности, члан свих словенских академија. Оснивач српске модерне дијалектологије и један од твораца научне синтаксе.
- 1972 — У бујици коју је изазвало пуцање бране у Западној Вирџинији погинуло је 125 особа.
- 1980 — Египат и Израел успоставили дипломатске односе, чиме је окончано 30-годишње ратно стање две земље.
- 1990 — Под вођством Виолете Бариос де Чаморо, удружена листа 14 опозиционих партија Никарагве добила изборе победивши сандинисте председника Данијела Ортеге.
- 1991 — Усвојени амандмани на Устав Републике Српске Крајине, чиме је у оквирима РСК дефинисано постојање посебних јединица регионалне самоуправе, под службеним називима: Српска Област Западна Славонија и Српска област Славонија, Барања и Западни Срем.
- 1993 — У снажној експлозији у Светском трговинском центру у Њујорку, за коју су одговорни арапски исламски терористи, погинуло шест, повређено око 1.000 људи.
- 1995 — После губитка око милијарду долара које је на берзи у Сингапуру изазвао дилер Ник Лисон, банкротирала лондонска банка „Беринг”, једна од најстаријих и најугледнијих британских банака.
- 2001 — Скупштина Југославије укинула указ о одузимању држављанства династији Карађорђевић који је 1947. донела тадашња комунистичка влада.
- 2002 — Скупштина Србије усвојила измене Кривичног закона којима је укинута смртна казна.
- 2004 — У авионској несрећи код Мостара погинуо председник Македоније Борис Трајковски и чланови делегације који су с њим путовали на међународну конференцију о инвестирању у БиХ.
- 2006 — На Олимпијском стадиону у Торину у недељу су службено затворене 20. Зимске олимпијске игре.
- 2007 — Међународни суд правде донео ослобађајућу пресуду за СЦГ у случају „Босна и Херцеговина против Србије и Црне Горе”.
- 2021 — Припадници исламистичке терористичке групе Боко харам киднаповали су више од 300 ученица из једне средње школе у нигеријској држави Замфара.

## Рођења
- 1564 — Кристофер Марлоу, енглески драматург, песник и преводилац. (прем. 1593)[1]
- 1725 — Никола Кињо, француски проналазач, познат по томе што је изумео први аутомобил на свету. (прем. 1804)[2]
- 1777 — Матија Ненадовић, српски устаник и књижевник. (прем. 1854)[3]
- 1802 — Виктор Иго, француски писац, песник и драматург. (прем. 1885)[4]
- 1846 — Буфало Бил, поштански јахач „Пони експреса”, водич и трагач у америчкој војсци, плаћени борац против Индијанаца и проф. ловац на бизоне. (прем. 1917)[5]
- 1896 — Андреј Жданов, совјетски политичар. (прем. 1948)[6]
- 1908 — Текс Ејвери, амерички аниматор, цртач и редитељ. (прем. 1980)[7]
- 1921 — Бети Хатон, америчка глумица, комичарка, певачица и плесачица. (прем. 2007)[8]
- 1928 — Фетс Домино, амерички музичар. (прем. 2017)[9]
- 1932 — Џони Кеш, амерички музичар, глумац и писац. (прем. 2003)[10]
- 1947 — Сенди Шо, енглеска певачица.
- 1954 — Реџеп Тајип Ердоган, турски политичар, 12. председник Турске.[11]
- 1956 — Милан Бабић, српски политичар и стоматолог. (прем. 2006)
- 1956 — Мишел Уелбек, француски писац, песник и есејиста.[12]
- 1958 — Вујадин Иванишевић, српски нумизматичар, археолог и академик, дописни члан састава Српске академије науке и уметности.[13]
- 1964 — Марк Дакаскос, филипинско-амерички глумац.[14]
- 1964 — Петар Хубчев, бугарски фудбалер и фудбалски тренер.[15]
- 1968 — Небојша Илић, српски кошаркаш.[16]
- 1970 — Предраг Даниловић, српски кошаркаш.[17]
- 1973 — Оле Гунар Солшер, норвешки фудбалер и фудбалски тренер.[18]
- 1974 — Себастјен Леб, француски аутомобилиста.[19]
- 1982 — Ли На, кинеска тенисерка.[20]
- 1983 — Сергеј Биков, руски кошаркаш.[21]
- 1983 — Пепе, португалски фудбалер.[22]
- 1984 — Емануел Адебајор, тогоански фудбалер.[23]
- 1985 — Никола Илић, српски кошаркаш. (прем. 2012)[24]
- 1985 — Фернандо Љоренте, шпански фудбалер.[25]
- 1986 — Тереза Палмер, аустралијска глумица, модел, продуценткиња и сценаристкиња.[26]
- 1988 — Марина Висковић, српска певачица.
- 1990 — Александар Миљковић, српски фудбалер.[27]
- 1990 — Леон Радошевић, хрватски кошаркаш.[28]
- 1992 — Лазар Ћировић, српски одбојкаш.[29]

## Смрти
- 1199 — Стефан Немања, оснивач династије Немањића, велики жупан. (рођ. 1114)[30]
- 1834 — Алојз Зенефелдер, проналазач литографије. (рођ. 1771)[31]
- 1960 — Александар Белић, лингвиста, академик. (рођ. 1876)[32]
- 1988 — Браслав Борозан, југословенски филмски и позоришни глумац, позоришни редитељ, драмски и прозни писац, преводилац и сценограф. (рођ. 1917)[33]
- 1992 — Јован Јанићијевић Бурдуш, позоришни, филмски и ТВ глумац. (рођ. 1932)[34]
- 2001 — Драгослав Аврамовић, српски економиста, гувернер Народне банке Југославије и дописни члан САНУ. (рођ. 1919)[35]
- 2019 — Енди Андерсон, енглески музичар, бубњар групе Кјур. (рођ. 1951)[36]
- 2020 — Мухамед Филиповић, бошњачки филозофски писац и академик. (рођ. 1929)[37]

## Празници и дани сећања
- Српска православна црква прославља:
  - Преподобног Симеона Мироточивог
  - Преподобног Мартинијана
  - Свету Зоу и Фотонију